# Marion O'Brien

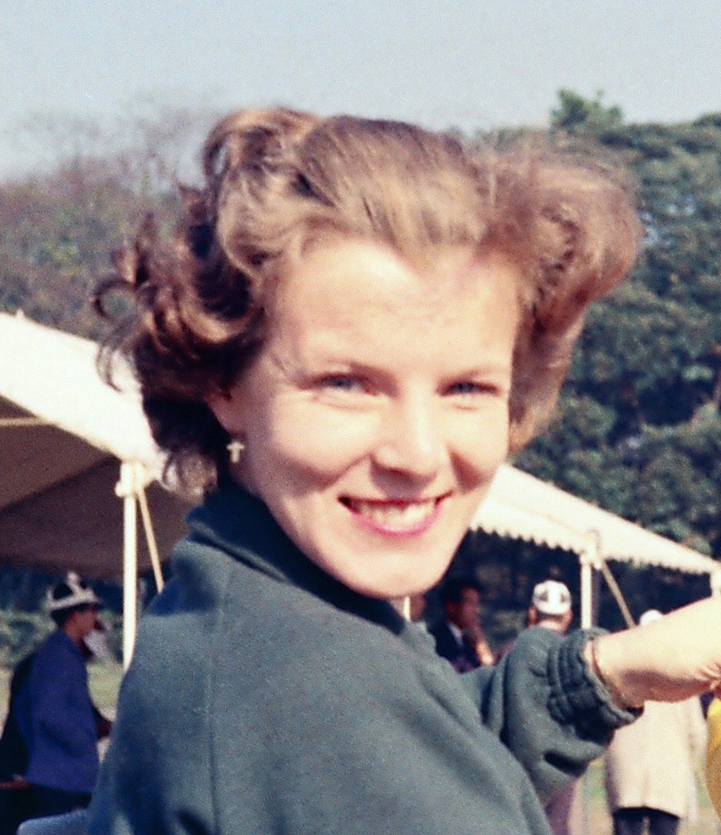
Marion O'Brien

Marion O'Brien (Fort Wayne, 15 oktober 1917 – Manhattan, 4 november 1998), ook bekend als Marion Donovan (de naam van haar eerste echtgenoot), was een Amerikaanse onderneemster en uitvindster van onder meer de wegwerpluier en het waterdichte overbroekje.

## Biografie[2]
Marion O'Brien was de dochter van ingenieur Miles O'Brien. Ze studeerde tot 1939 aan het Rosemont College in Pennsylvania. In 1942 trouwde O'Brien met James F. Donovan en hadden samen twee dochters en een zoon. In de jaren 50 begon ze architectuur te studeren aan Yale-universiteit waar ze in 1958 haar diploma behaalde. Ze scheidde van Donovan en hertrouwde met John F. Butler in 1981. Ze bleven samen tot zijn dood in 1998. 
In 1946 maakte Donovan een overbroekje uit een oud douchegordijn om de natte luiers niet in contact met het beddengoed te laten komen. In 1951 kreeg ze hiervoor vier patenten op haar naam en verkocht deze aan Keko Corporation in Kankakee, Illinois. 
In totaal heeft ze tussen 1951 en 1996 20 patenten op haar naam kunnen laten schrijven waaronder de tissuedoos (1953), handdoekdispenser (1957), textielklem (1962), briefpapieromslag (1966), opbergdoos (1966), registratieboek (1971), kastordensysteem (1979) en flosdraad (1985 en 1996).
- International Standard Name Identifier: 0000 0004 9947 4256
- Library of Congress Control Number: n2018006770
- Virtual International Authority File: 4774151837990820520002
- WorldCat: E39PBJfh3pK7MP7GhPPHbvy68C